# F.K.Ü.
F.K.Ü. (Abkürzung für Freddy Krueger’s Ünderwear) ist eine schwedische Thrash-Metal-Band aus Uppsala, die im Jahr 1987 gegründet wurde.

## Geschichte
Die Band wurde im Jahr 1987 gegründet. Nachdem die Mitglieder einige Male miteinander gespielt hatte, zerfiel die Band zunächst wieder, bis Sänger Lawrence Mackrory zu diesen stieß. Zusammen belebten sie das Projekt wieder und nahmen ein Demo mit dem Namen Beware of the Evil Ünderwear auf, das 20 Lieder umfasste und im Jahr 1998 aufgenommen wurde. Im Jahr 1999 begab sich die Band für neun Tage unter der Leitung von Daniel Bergstrand in die Dugout Studios. Zusammen nahmen sie das Album Metal Moshing Mad auf und veröffentlichten es über Head Mechanic Records, dem Label von Patrik Sporrong. Danach spielten sie einige Konzerte und traten auf Festivals wie dem Dist und 2000 Decibel auf. Dabei spielte die Band mit anderen Gruppen wie The Haunted, Entombed und Meshuggah.
Im Jahr 2004 nahmen sie neues Material auf und veröffentlichten das Album Sometimes They Come Back… To Mosh über Head Mechanic Records. Danach folgte eine Tour durch die USA zusammen mit Ghoul und Engorged, sowie eine Tour durch Italien zusammen mit Hyades.
Im Sommer 2009 veröffentlichte die Band das Album Where Moshers Dwell. Das Album wurde im Studio Blueflame Productions von Schlagzeuger Teddy Möller aufgenommen und im Great Scot! Audio Studio von Sänger Lawrence Mackrory abgemischt. Danach folgten Konzerte in Schweden sowie Auftritte auf verschiedenen Festivals.

## Stil
Lyrisch behandelt die Band oft Figuren aus Horrorfilmen. Sie spielt klassischen Thrash Metal und wird mit Gruppen wie Dirty Rotten Imbeciles, Stormtroopers of Death, Overkill, Agent Steel, Nuclear Assault und Exodus verglichen.

## Diskografie
Studioalben
- 1999: Metal Moshing Mad (Head Mechanic Records)
- 2005: Sometimes They Come Back... to Mosh (Head Mechanic Records)
- 2007: Metal Moshing Mad (Wiederveröffentlichung via Razorback Records)
- 2009: Where Moshers Dwell  (Metal on Metal Records)
- 2013: 4: Rise of the Mosh Mongers (Napalm Records)
- 2017: 1981
- 2024: The Horror and the Metal

Sonstige
- 1998: Beware of the Evil Ünderwear (Demo, Eigenveröffentlichung)
- 2000: Maniac Cop (Single, Nitskivor)
- 2008: Horror Metal Moshing Machine (Single, Torture Garden)
- 2008: Twitch of the Thrash Nerve - Satan's Fall (Split-Single mit Hirax, Deep Six Records)